# ヌーノ・レイス
ヌーノ・ミゲル・ペレイラ・レイス CvIH（ポルトガル語: Nuno Miguel Pereira Reis、1991年1月31日 - ）は、ポルトガルとスイスのサッカー選手。ポジションはDF。

## クラブ歴
スイス・フリブール州ムルテンでポルトガル人の両親の下生まれる。アソシアソン・デスポルティーヴァ・レクレアティーヴァ・クルトゥラル・ヴァスコ・ダ・ガマでサッカーを始め、2003年に12歳でスポルティング・クルーベ・デ・ポルトゥガルの下部組織に移籍。ユース時代にはリーグ5つを含む合計8つのタイトルを獲得した。なおユース時代には主将も務めていた。2009年10月4日に行われたプリメイラ・リーガでトップチームのベンチ入りを果たし、翌年3月18日のUEFAヨーロッパリーグ 2009-10・アトレティコ・マドリード戦でもベンチ入りをした。
2010-11シーズンにチームメイトのレナト・ネトとともにジュピラー・プロ・リーグのサークル・ブルッヘに期限付き移籍。初年度から32試合にスターティングメンバーとして出場、1得点を記録した。
2012-13シーズンにプリメイラ・リーガのSCオリャネンセに期限付き移籍しポルトガルリーグでの初出場を記録した。
2013-14シーズンはスポルティング・クルーベ・デ・ポルトゥガルBで5ヶ月プレーした後、2014年1月29日に再びサークル・ブルッヘに期限付き移籍した。
2015年6月27日に長年所属したスポルティングCPを退団し、スポルティングCPでスポーティングディレクターを務めていたカルロス・フレイタスが編成をしているFCメスに2年契約で加入。加入初年度からリーグ・ドゥで30試合に出場しリーグ・アン昇格に貢献したにも関わらず、このシーズン限りでアンドレ・サントスとともに放出された。
2016年7月5日にギリシャ・スーパーリーグ所属のパナシナイコスFCに3年契約で加入、スポーティングディレクターを務めるジウベルト・シウバの推薦があっての加入であった。2018年1月、合計37試合1得点の成績で退団した。
同月28日にプリメイラ・リーガ所属のヴィトーリア・セトゥーバルに2020年6月までの契約で加入。
同年9月5日に3年契約でブルガリアプロサッカーリーグのレフスキ・ソフィアに完全移籍した。2020年夏に退団。
2021年1月18日、Aリーグのメルボルン・シティFCに3年半契約で加入。

## 代表歴
一貫してポルトガル代表を選択し、U-16からU-21までの各年代で主力として出場した。
U-19代表としてはUEFA U-19欧州選手権2010に参加した。
U-20代表としては主将として2011 FIFA U-20ワールドカップに臨み全試合フル出場、準優勝に大きく貢献した。この大会での実績からエンリケ航海王子勲章勲騎士を授かっている。
U-21代表では2011年9月5日に行われたフランス代表との親善試合で62分にジョアン・ペレイラに代わって投入され初出場を記録した。

## 勲章
- エンリケ航海王子勲章勲騎士[18]